# دانوب (مترو باريس)
دانوب (بالفرنسية: Danube)‏ هي محطة مترو تابعة لمترو باريس تقع في فرنسا في الدائرة التاسعة عشرة في باريس.[بحاجة لمصدر]